# Vita Pavlish
Vita Pavlish (Járkov, Ucrania, 15 de enero de 1969), también llamada Viktoria Pavlish, es una atleta ucraniana, especialista en la prueba de lanzamiento de peso, en la que ha logrado ser subcampeona mundial en 1997.

## Carrera deportiva
En el mundial de Atenas 1997 ganó la medalla de plata en lanzamiento de peso, tras la alemana Astrid Kumbernuss y por delante de otra alemana que quedó en tercera posición Stephanie Storp.
Al año siguiente, en el Campeonato Europeo de Atletismo de 1998 ganó el oro en la misma prueba, llegando hasta los 21.69 metros, por delante de la rusa Irina Korzhanenko y la bielorrusa Yanina Karolchik (bronce con 19.23 metros).
Tres años después, en el mundial de Edmonton 2001 volvió a ganar medalla en la misma prueba, en esta ocasión la de bronce, tras la bielorrusa Yanina Korolchik y la alemana Nadine Kleinert.
Y doa años más tarde, en el Mundial de París 2003 ganó de nuevo la medalla de bronce, con un lanzamiento de 20.08 metros, tras la rusa Svetlana Krivelyova y la bielorrusa Nadzeya Astapchuk.